# East Greenbush (CDP, New York)
East Greenbush est une census-designated place du comté de Rensselaer, dans l'État de New York, aux États-Unis,. En 2020, elle compte une population de 6 266 habitants.